# Struś szaroskóry
Struś szaroskóry, struś somalijski (Struthio molybdophanes) – gatunek dużego, nielotnego ptaka z rodziny strusi (Struthionidae), wyodrębniony na podstawie testów hybrydyzacji DNA ze strusia czerwonoskórego (Struthio camelus), wcześniej uznawany za jego podgatunek – Struthio camelus molybdophanes.

## Występowanie
Struś szaroskóry występuje we wschodniej Afryce na północno-wschodnich terenach Etiopii i Kenii oraz w całej Somalii i Dżibuti. Zasięg jego występowania odpowiada w przybliżeniu obszarowi znanemu jako Róg Afryki.

## Charakterystyka
Choć struś szaroskóry jest ogólnie podobny do innych strusi, jego skóra na szyi i udach jest szaroniebieska (a nie różowawa, jak u Struthio camelus), dodatkowo u samców w okresie godowym staje się jasnoniebieska. Pióra ogona są białe, ale na szyi brak typowego białego pierścienia. Samice są nieco większe niż samce, a ich upierzenie jest bardziej brązowe niż u innych samic strusia. Wysokość od 200 do 240 cm.

## Status i ochrona
Międzynarodowa Unia Ochrony Przyrody (IUCN) uznaje strusia szaroskórego za gatunek narażony (VU – Vulnerable).
Raport IUCN z 2006 r. wskazuje, że w latach 1970–1980 struś szaroskóry powszechnie występował w środkowych i południowych regionach Somalii. Jednak na skutek politycznego rozpadu tego kraju i braku skutecznej ochrony dzikiej przyrody, zasięg jego występowania i liczebność populacji kurczą się progresywnie. Dodatkowo, w wyniku niekontrolowanych polowań dla mięsa, jaj i produktów leczniczych, gatunek ten staje przed ryzykiem wytępienia w Rogu Afryki.